# Тијана Ракочевић
Тијана Ракочевић, црногорска песникиња, есејисткиња, прозна и драмска списатељица, рођена је 23. јуна 1994. године у Подгорици.

## Биографија
Студенткиња је докторских студија на Филолошком факултету у Никшићу (Одсјек за црногорски језик и јужнословенске књижевности). Стипендисткиња је Црногорске академије наука и умјетности за 2016/17. годину и бави се научним радом. Објавила је збирку поезије Све блистави кванти и збирку приповедака Интимус, а у припреми је и драмски комад Адмирал. Њена дела – есеји, песме и приче, преведени на више светских језика или у оригиналу – налазе се у домаћој и међународној књижевној периодици. Заменица је главног и одговорног уредника у издавачкој кући „Фокализатор“. Била је сарадник Црногорске академије наука и умјетности, Центра савремене умјетности Црне Горе, Музеја и галерије Подгорице, Универзитета Црне Горе и Завода за уџбенике и наставна средства Подгорица, а тренутно је запослена у Влади Црне Горе.
Црногорско народно позориште доделило јој је најзначајнију бијеналну награду за драмски текст у Црној Гори (2022), а добитница је друге награде на међународном конкурсу за најбољу причу евромедитеранског региона „A Sea of Words“, који традиционално, у сарадњи са Фондацијом „Ана Линд“, организује Европски институт за Медитеран (Барселона).
Добитница је и награде за најбољу кратку причу у Црној Гори за 2019. годину у организацији Подгорица арт фестивала, Награде Министарства културе Црне Горе за најбољу кратку причу пријављену за ИПА пројекат ХАМЛЕТ (Interreg IPA програм граничне сарадње Италија ‒ Албанија ‒ Црна Гора), прве награде на конкурсу Гете института из Загреба за најбољу песму на тему питке воде (2021) и трећу награду на конкурсу Америчког угла за најбољу причу инспирисану животом и делом америчких књижевница („Граница“, 2021) и ауторку најбоље бихорске приче (2020) и најбоље queer причe у региону (2021). Добитница је резиденцијалне стипендије Европске мреже за књижевност „Традуки“ за 2022. годину.
Чланица је Црногорског ПЕН центра и идејни творац књижевног фестивала „Дани Радована Зоговића“.